# Новоіванівка (Нікопольський район)
Новоіва́нівка — село в Україні, у Нікопольському районі Дніпропетровської області. Входить до складу Першотравневської сільської громади. Розташоване на півдні області за 85 кілометрів від міста Дніпра. Населення — 920 мешканців.

## Географія
Село Новоіванівка знаходиться на березі річки Чортомлик, у яку впадає річка Балка Довга. Вище за течією на відстані 3,5 км розташоване село Високе, нижче за течією на відстані 2,5 км розташоване село Східне. Річка в цьому місці пересихає, на ній зроблено кілька загат. Через село проходить автомобільна дорога Т 0435.

## Історія
Село засноване 1840 року, коли у цю місцевість переселив своїх кріпаків-переселенців з Чернігівської губернії землевласник Неплюєв з Нікополя. До цього часу ці землі орендував заможний селянин на прізвище Рябошапко. Тому нове поселення отримало назву Рябошапківка. 1861 року кріпосне право було скасоване і селя вирішили перейменувати село на Новоіванівку.
В часи радянської влади тут була розміщена центральна садиба колгоспу «Дружба».
Під час організованого радянською владою Голодомору 1932—1933 років померло щонайменше 109 жителів села.
До 2017 року орган місцевого самоврядування — Новоіванівська сільська рада. 
12 червня 2020 року, відповідно до розпорядження Кабінету Міністрів України № 709-р від «Про визначення адміністративних центрів та затвердження територій територіальних громад Дніпропетровської області», увійшло до складу Першотравневської сільської громади.
19 липня 2020 року, в результаті адміністративно-територіальної реформи і ліквідації Нікопольського району(1923—2020), село увійшло до складу новоутвореного Нікопольського району.

## Сучасність
У Новоіванівці є середня загальноосвітня школа, дитячий садок, ФАП, будинок культури, бібліотека. Працює два сільськогосподарських підприємства.

## Населення

### Мова
Розподіл населення за рідною мовою за даними перепису 2001 року:
| Мова       | Кількість | Відсоток |
| ---------- | --------- | -------- |
| українська | 837       | 90.98%   |
| російська  | 70        | 7.61%    |
| білоруська | 11        | 1.20%    |
| вірменська | 2         | 0.21%    |
| Усього     | 920       | 100%     |